# RX Leporis

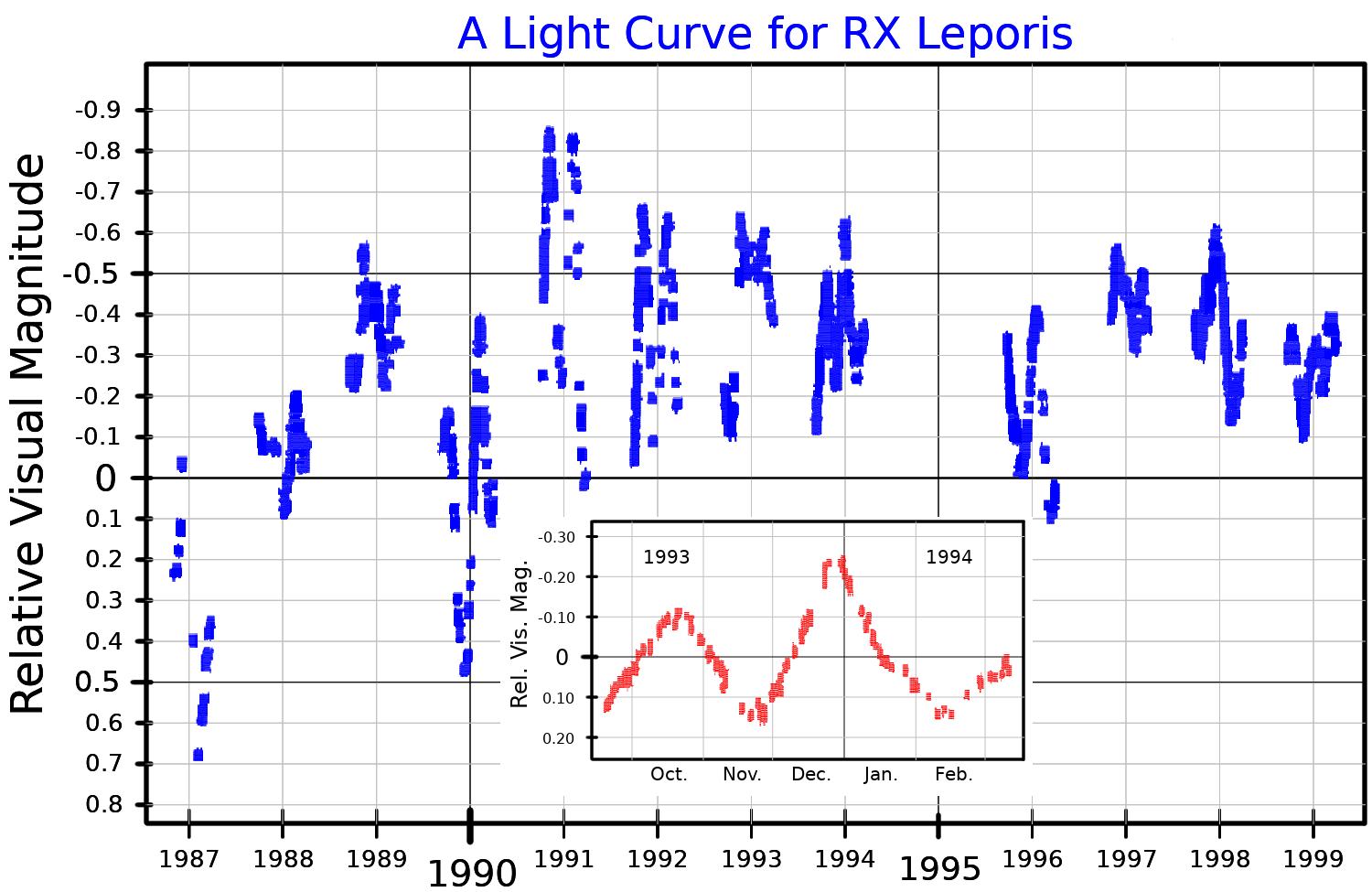
Curva de luz de RX Leporis

RX Leporis (RX Lep / HD 33664 / HR 1693) es una estrella variable de la constelación de Lepus que se encuentra a 448 años luz del sistema solar. Visualmente a 14 minutos de arco al oeste de ι Leporis, no existe relación física entre ambas estrellas.
RX Leporis es una gigante roja de tipo espectral M6III. Su brillo varía entre magnitud aparente +5,0 y +7,4, siendo una variable irregular con períodos aproximados de 60 y 90 días. Su temperatura superficial es de 3300 K y tiene una luminosidad entre 1500 y 4500 veces mayor que la luminosidad solar —el valor preciso depende de la estimación de la radiación infrarroja emitida. Su radio es entre 105 y 215 veces más grande que el radio solar, lo que equivale a 0,5 - 1 UA.
RX Leporis es una estrella gigante en un avanzado estado evolutivo con un núcleo inerte de carbono-oxígeno. Desprendiéndose de sus capas exteriores por medio de un viento estelar cuyo flujo es 10 millones de veces mayor que el del Sol, se encuentra ya rodeada por una envoltura —creada por la propia estrella—, como paso previo antes de acabar sus días como una enana blanca.